# Joonas Tamm
Joonas Tamm (* 2. Februar 1992 in Tallinn) ist ein estnischer Fußballspieler, der sowohl als Innenverteidiger als auch als Stürmer eingesetzt wird.

## Karriere

### Verein
Joonas Tamm begann seine fußballerische Laufbahn bei JK Tulevik Viljandi. Er debütierte für das Profiteam in der Meistriliiga in der Saison 2008 am 29. März 2008 gegen JK Kalev Sillamäe, als er in der 62. Spielminute für Jüri Jevdokimov eingewechselt wurde. Nach nur einer Saison bei Viljandi wechselte Tamm zum estnischen Rekordmeister FC Flora Tallinn. Sein erstes Spiel beim Hauptstadtklub machte er im Estnischen Supercup gegen den Stadtrivalen FC Levadia Tallinn, nach 21 Spielminuten sah er die rote Karte. Im selben Jahr gewann Tamm auch noch den Estnischen Pokal. Im September 2009 wechselte Tamm zunächst auf Leihbasis bis zum Jahresende zu Sampdoria Genua aus der italienischen Serie A, um sich dort für einen Vertrag zu empfehlen. Im Jahr 2010 kam er zurück nach Estland, wo er am Saisonende mit Flora Tallinn die Meisterschaft 2010 gewann. Zum Saisonbeginn 2011 wechselte Tamm zum schwedischen Aufsteiger IFK Norrköping, die als Zweitplatzierte der Superettan 2010 in die Allsvenskan aufgestiegen waren, und unterschrieb einen Vertrag über vier Jahre.

### Nationalmannschaft
Seine ersten internationalen Einsätze für Estland machte Tamm kurz nach seinem Debüt in der Meistriliiga in der U-17 von Estland. Es folgten weitere Einsätze in der U-19. Das erste Spiel in der estnischen U-21 absolvierte Tamm unter dem deutschen Trainer Frank Bernhardt im August 2011 gegen Aserbaidschans U-21, als er in der 60. Minute für Albert Prosa eingewechselt wurde. Zuvor hatte er bereits zwei Spiele in der A-Nationalmannschaft der Balten während einer Länderspielreise nach Südamerika gegen Chile und Uruguay gespielt. Beim höchsten Pflichtspielsieg der estnischen Fußballnationalmannschaft, dem 6:0-Auswärtserfolg im WM-Qualifikationsspiel gegen Gibraltar am 7. Oktober 2017, erzielte Tamm mit einem lupenreinen Hattrick seine ersten drei Treffer für die A-Nationalmannschaft Estlands.

## Erfolge
- Estnischer Pokalsieger: 2009, 2016
- Estnischer Superpokalsieger: 2009, 2016
- Estnischer Meister: 2010, 2015, 2017
- Estnischer Fußballer des Jahres: 2022